# 唐文若
唐文若（1106年—1165年），字立夫（一作元夫），眉山人。南宋官员。父唐庚，《宋史·文苑传》有传。

## 生平

### 高宗朝
唐文若年轻时英迈不群，作文豪健。丧父后不学习，一天和孩子们一起在集市上蹴鞠，仆人看到后哭着说：“小官人现在不读书，以后将如何？”唐文若感悟，回家对母亲说：“院子（仆人）跟我说了这些话，我现在想读书，是自己读还是跟别人学？”母亲让他跟着老师学习，于是一心向学，绍兴八年（1138年）中进士。
分教潼川府。给事中勾涛荐他自代，他奉诏赴行在，到后勾涛已出，于是不得相见。唐文若奏书阙下，举汉高祖慢待名士而商山四皓离去后西鄙少有知廉耻之人、汉光武帝礼贤下士以严光为友后东都多节义之士的例子，请求宋高宗召见。次日，被召对于便殿，高宗大悦，特旨入官。绍兴十年（1140年）二月，唐文若在左迪功郎、新潼川府府学教授任上被特改左奉议郎，差遣如旧。通判洋州（《四川通志》误作汉州）。洋州西乡县产茶，遍布陵谷八百余里，山穷险，赋税不能尽收。使者韩球想加赋邀宠，园户为了逃避苛敛而转徙，饥民相藉，唐文若为此力争，于是不再加赋。
唐文若又通判遂寧府。遇到大水，百姓多淹死，唐文若到城上，发库钱招募会游泳者，救活了很多人。又力请于朝廷，除田租二万一千顷，免场务税二十余所，筑长堤以御大水，从此无水患。
秦桧死后，高宗向敷文阁直学士参知政事魏良臣访求蜀中士人，魏良臣推荐唐文若。起居郎赵逵也推荐唐文若。绍兴二十六年（1156年）正月，召时任左朝散郎的唐文若为行光禄寺丞，十一月，改行秘书郎，唐文若献上《文思箴》：“于赫我皇，兵既休矣。兵休如何？莫若治兵。居安思危，邦乃攸宁。爰整其旅，文王以兴。载舞干羽，舜仁用成。向戍弭兵，《春秋》所惩。萧俛去兵，祸乱乃萌。师则多矣，军则强矣。纵弛不绳，犹曰无人。兵非以残，以兵休兵。”共一千五百余字。秦桧主和以来，朝论讳言军事，而唐文若言及之。
二十七年（1157年）正月，作为秘书省校书郎充科举参详官。六月迁起居郎。劝高宗收用西北人材以固根本，高宗深纳之，将要命他主管写诏书。当时有人为宣和年间的宰相请恩典，为司谏凌哲所弹劾，唐文若喜其直，作《禾黍诗》以称美之，侍御史周方崇以为是讥刺自己，劾唐文若狂诞倨傲，九月，唐文若被出知邵州。高宗屡次对近臣说唐文若无罪，可改任于近郡。
唐文若知饶州，兴办学宫，减田租二万石，又请每年买入常平义仓存粮的十分之三与百姓平衡市场，农民获利，粮食也不积压腐烂，于是唐文若政绩出色。余干县曾有大盗，巡尉不能制止，唐文若遣牙兵捕杀之。二十八年（1158年）十月，上言：“本州岛鄱阳县管下石头镇，自城下至本镇八十里，自本县至乐平县四十里，相去一百二十里之间三税，委是频并，收税亏欠。乞将石头镇税务废并，豁税额。”获准。加直敷文阁，移知温州。三十一年（1161年）五月，召为守宗正少卿。
金人犯边，唐文若请求上对策，首倡由大臣节制江上。高宗谕大臣唐文若与虞允文、杜莘老、马骥的才能皆可用，八月，复除唐文若为起居郎。时诸将北伐，每天都有捷报传来，上下都乐观，只有唐文若忧心，画图献上元嘉北伐故事。高宗谕称唐文若对立国所历艰苦及敌情反覆很了解，唐文若对道：“希望陛下深察大势，趋策之长而避其短，不要重蹈前代覆辙，就很好了。”
不久，宋诸军退守，金帝亲自率军围宋大将王权于历阳，王权遁，淮南尽失。高宗诏百官廷议，唐文若画三策，一请高宗亲征，二请求遣大臣劳军，三请求起用张浚。工部侍郎许尹同意，众人于是列奏上表，没有得到回应。
不久唐文若在高宗面前奏对，高宗问：“如今有什么办法，卿熟悉张浚吗？”唐文若说：“张浚守道笃学，天下属望，至今四十年，天不让张浚死在岭海，正是为了今日。”高宗兴奋道：“请求用张浚的多了，非卿无以道出这一点。”数日后，遣杨存中护江上军，缓亲征之期，起用张浚知平江府。高宗认为张浚虽忠诚朴实，但喜功，将士多不附。唐文若又说张浚本就是因孤忠得众心的，不久改张浚镇建康府，将要以为江、淮宣抚使，有人从中作梗，才没任命。
十月，高宗幸江表，唐文若与权吏部侍郎汪应辰、枢密都承旨徐嘉、权礼部侍郎黄中、路彬、权工部侍郎许尹留守临安府行在。十二月，唐文若以起居郎被任为兼给事中，直学士院、权行宫直院。三十二年（1162年）二月，高宗回临安，唐文若等相继入见，三月，高宗迁唐文若为起居舍人兼权中书舍人。五月，唐文若与给事中金安节、中书舍人刘珙上言请求如先前田师中所奏给指挥使真俸，获准。当月，高宗将要内禅，唐文若闻讯请求奏对，认为不宜太急，于是高宗先下诏立储。高宗于内禅前数日手诏追崇皇太子生父秀王赵子偁，唐文若已写完诏书，对监察御史周必大称诵圣德，怀疑名称不妥，回去告诉宰相，请求改诏书，堂吏认为不可，唐文若一直坚持，宰相上报，诏改称赵子偁为本生亲，不久又改称宗室子偁，其后又诏称皇兄。

### 孝宗朝
皇太子嗣位为宋孝宗，诏问宰相、侍从、谏官：“敌人来索旧礼，从之则不忍受屈，不从则边患不已。中原归正之人源源不绝，纳之则东南力不能给，不纳则绝其向化之心。”翰林学士承旨兼侍读洪遵与金安节、唐文若、时任起居郎周必大共议上奏：“可以按以前的数目给敌人钱帛，或也可稍归还海、泗等地，这样对方也可有借口议和了。”
次年即隆兴元年（1163年）正月，唐文若在中书舍人兼修玉牒官任上。枢密使张浚都督江、淮军事，唐文若因病请求外任，被除敷文阁待制，知汉州，不久改都督府参赞军事，与同僚陈俊卿都建议张浚养威观衅，但张浚不从。张浚符离兵败后入相，都督府罢撤。六月，唐文若以左朝议大夫、充敷文阁待制、都督府参赞军事被特降两官，改差充江淮宣抚使司参赞军事，及降授左承议郎。同月，御营提举一行事务杨偰上言：“乞比附参赞军事唐文若已得指挥，差属官一员外，使臣、人吏比唐文若更乞减三分之一，不拘常制指差。其一行请给券食钱、赡家钱、借请等，亦乞依唐文若已得指挥施行。”获准。张浚派他行边按守备，多所罢行者。未归，又除知鼎州，改江州。冬季，金军又大举入侵，官军都戍守淮地。唐文若称上流当加强兵备，以定民心，奏得乡丁五万，训练有法，人们靠他固守。军情解除后，和籴（官府强加于百姓的抑配征购）大起，江州有八万，唐文若因百姓辛劳，坚请得减去十分之三。不久请求任祠官，三次上表章，不见回复。
二年（1164年）十一月，当时官职为降授左朝散大夫敷文阁待制知江州军州事赐紫金鱼袋的唐文若奉命祭祀太平兴国宫九天采访应元保运真君。
乾道元年（1165年）卒，年六十。赠左通奉大夫。

## 作品
- 《遯菴文集》三十卷[19]，已佚
- 《全宋诗》录其诗《登金山》《句》（两首）《题绍兴焕文阁》（两首）《以日者命状寄王龟龄》《寄题江月楼》等
- 《全宋文》卷四三九五收有其文
- 曾为荔枝作赋
- 《报恩寺行記》，作于绍兴二十六年七月

## 评价
- 《宋史》论曰：文若讥休兵，……其清风苦节，终始弗渝。[4]